# Contea di Loon

Stemma della Contea di Loon. Fasciato d'oro e di rosso di dieci pezzi.

La contea di Loon fu uno stato del Sacro Romano Impero, nell'attuale Belgio. I suoi territori corrispondono oggi più o meno al territorio della provincia del Limburgo.
La contea venne menzionata per la prima volta nel 1040. Inizialmente la sua capitale fu Borgloon (il castello di Loon, con nome francese di Looz), ma attorno al 1200 la capitale venne spostata a Hasselt. Nel 1366, la contea divenne parte del principato vescovile di Liegi. Loon rimase un'entità separata dal vescovato. Quando il vescovato venne annesso dalla Francia nel 1795, la contea di Loon venne abolita e divenne parte del dipartimento della Mosa Inferiore.
Un ramo della dinastia comitale di Looz, i conti, poi Duchi, di Looz-Corswarem, mantenne un'autonoma giurisdizione feudale in Belgio e poi in Germania (il principato sovrano di Rheina-Wolbeck) fino all'Ottocento  ed è tuttora esistente.
Le città più importanti (bonnes villes) della contea di Loon furono Beringen, Bilzen, Borgloon, Bree, Hamont, Hasselt, Herk-de-Stad, Maaseik,  Peer e Stokkem.

## Conti di Loon
- Luigi II di Loon